# Maanvissen
Maanvissen (Molidae) vormen een familie van vissen uit de orde van Kogelvisachtigen (Tetraodontiformes).

## Kenmerken
Bij deze opvallende vissen zijn de rug- en aarsvin ver naar achteren geplaatst, waardoor de vissen "half-af" lijken te zijn. Het zijn de grootste beenachtige vissen, waarvan Mola mola tot 3,3 meter lang kan worden.
Ze hebben het kleinste aantal wervels van alle vissen, slechts 16 bij Mola mola. Verder ontbreekt een zwemblaas. Het vlees van de vis bevat hetzelfde gif als dat van de kogelvissen, maar in een kleinere hoeveelheid. De vissen zwemmen hoofdzakelijk met de rug- en aarsvinnen. De tanden van de vissen zijn samengegroeid tot een bekachtige structuur, waardoor ze hun bek niet kunnen sluiten.

## Taxonomie
In dezelfde orde waartoe de familie Molidae wordt gerekend, worden ook de kogelvissen, egelvissen en vijlvissen geplaatst. De familie Molidae heeft veel overeenkomsten met die andere families, zoals de vier samengegroeide tanden die de karakteristieke bek vormen, en die de naam geven aan deze orde (tetra = vier, odoon = tand en forma = vorm). Maanvislarven lijken inderdaad meer op kogelvissen dan op volwassen Mola's.

## Geslachten
- Masturus Gill, 1884
- Mola Koelreuter, 1766
- Ranzania Nardo, 1840